# Baguinéda
Baguinéda es una localidad (Baguinéda-Camp) y comuna del círculo de Kati, región de Kulikoró, Malí. Su población era de 58 661 habitantes en 2009.

## Geografía
El relieve es muy montañoso, con una cadena de colinas que se extiende desde el monte Mandingo. Se encuentra a lo largo del río Níger. Cabe a destacar de la existencia de dos grandes lagunas: la Kodjou y Zankeblekak.
El clima es sudanosaheliano. La temporada de lluvias se produce entre junio y octubre. La precipitación anual varía entre 900 y 1000 mm.
Los suelos son predominantemente arcillosos arenosos. La vegetación, típica de la sabana, incluye el Vitellaria paradoxa, el baobab, el tamarindo, la khaya y la acacia albida. Un bosque llamado Faya cubre un área de 80 000 hectáreas, que es el hogar de una amplia variedad de fauna: antílopes, hienas, jabalíes, monos y conejos. Además, ocho bosques sagrados se distribuyen en varias aldeas de la comuna: Tanima, Kobalakoro, Kassel, Dicko, Kokoun, Mofa y Mounzoun Farakan.
La población consiste principalmente en Bambaras, Fulanis, Bobos, Senufos, Minianka y algunos Bozos originarios de la Región de Mopti.

## Economía
La agricultura es la actividad económica dominante. Un área de riego gestionada por la Oficina de regadío Baguineda (OPIB) permite el cultivo de arroz. Entre 2009 y 2010, se produjeron 12 109 toneladas de arroz, dando un rendimiento de 5 toneladas por hectárea. El sorgo y el mijo también son cultivados. Baguinéda es también una zona de producción de mango. Los residentes también practican la jardinería y arboricultura.
La agricultura, la pesca y el comercio son en ampliamente practicados.